# Systena elongata
Systena elongata är en skalbaggsart som först beskrevs av Fabricius 1798.  Systena elongata ingår i släktet Systena och familjen bladbaggar. Inga underarter finns listade i Catalogue of Life.